# 김상영 (1914년)
김상영(1914년~2004년 2월 13일)은 대한민국의 정치인, 금융인이다. 김성곤과 김채곤(로버트 채곤 김)의 아버지다. 대한민국 제8,9대 국회의원을 역임했다.

## 역대 선거 결과
|  | 50.76% |

|  | 30.56% |